# Zenophleps victoria
Zenophleps victoria är en fjärilsart som beskrevs av Taylor 1906. Zenophleps victoria ingår i släktet Zenophleps och familjen mätare. Inga underarter finns listade i Catalogue of Life.